# Convenção de Akkerman

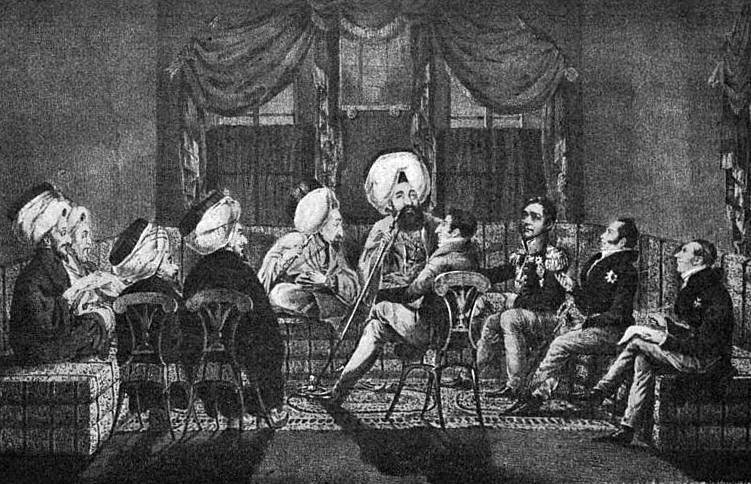
Representação artística do dia do tratado

A Convenção de Akkerman foi um tratado assinado no dia 7 de outubro de 1826 entre o Império Russo e o Império Otomano na cidadela de Akkerman em Budjac (atual Bilhorod-Dnistrovskyi, Ucrânia).
O tratado impôs que os senhores da Moldávia e da Valáquia passassem a ser eleitos pelos seus respectivos divãs por um período de sete anos, com a aprovação de ambas as potências. O tratado também implicou a retirada das forças otomanas de ambos os Principados do Danúbio depois de sua prolongada estadia seguindo ações militares em 1821, e a ascensão de Tudor Vladimirescu. Os otomanos também concordaram em ceder à Valáquia o controle dos portos do Danúbio de Giurgiu, Brăila e Turnu. A convenção confrontou a questão sérvia: no artigo 5, a autonomia ao Principado da Sérvia foi concedida, e a devolução das terras removidas em 1813. Os sérvios também receberam liberdade de movimento pelo Império Otomano.
O subsequente repúdio da convenção pelo sultão Mamude II gerou a Guerra Russo-Turca (1828-1829).